# 大和肉鶏

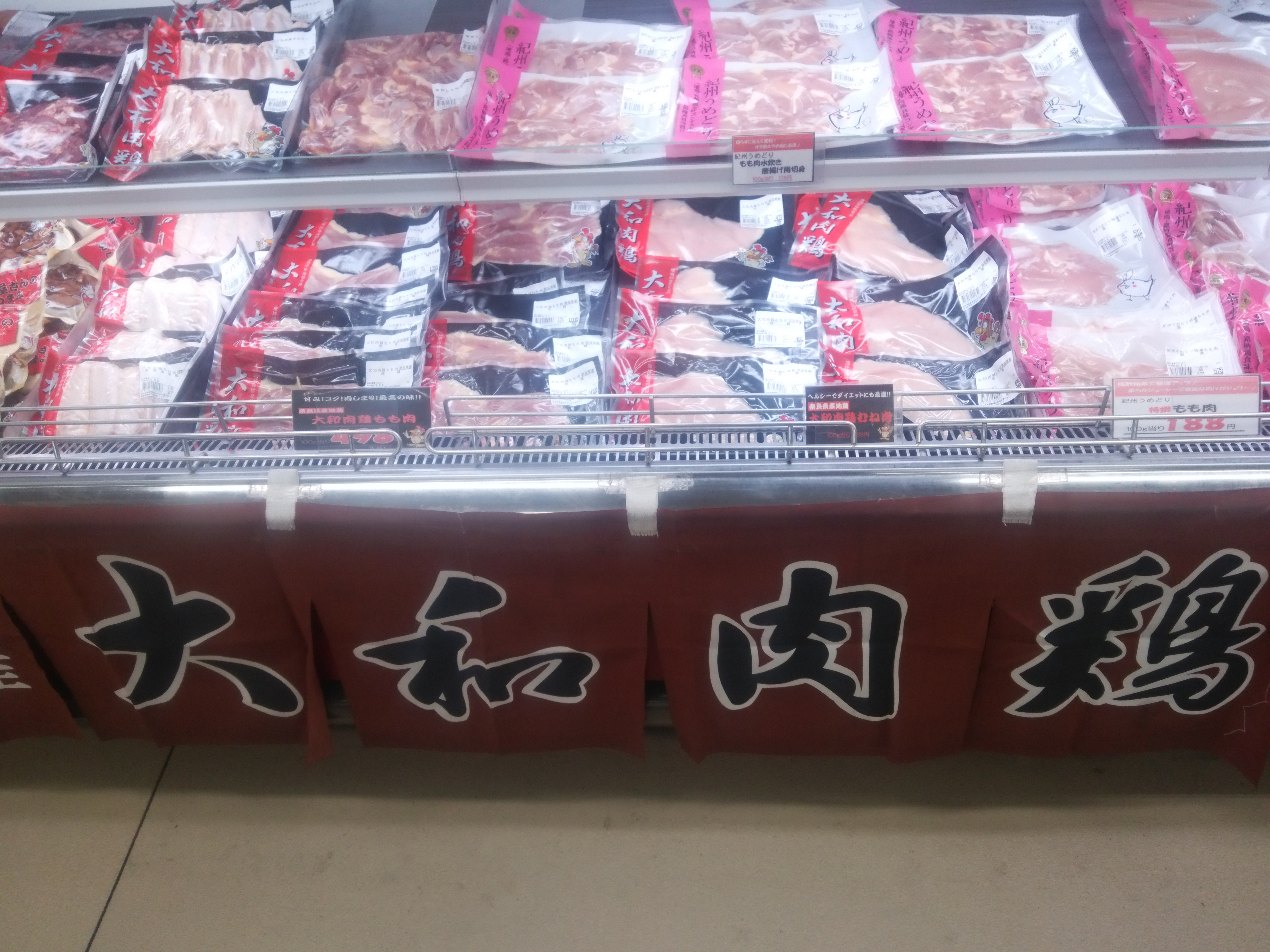
店頭に並ぶ「大和肉鶏」

大和肉鶏（やまとにくどり）は、奈良県で生産され、地鶏肉の日本農林規格（特定JAS規格）を満たしている地鶏である。

## 概要
戦前、京阪神で「肉質がよい」と名声を博した「大和かしわ」の味を復活させるため、1974年（昭和49年）に奈良県畜産試験場（現奈良県畜産技術センター）が研究に着手。試行錯誤の末、大型軍鶏、名古屋種、ニューハンプシャー種を掛け合わせた3種交配の地鶏「大和肉鶏」を作出し1982年（昭和57年）に本格流通を開始して奈良県を代表する特産品となった。
赤みを帯びた肉はたたき、塩焼き、鍋物、しゃぶしゃぶ、すき焼き、焼き鳥など、また、正肉から内臓、ガラまで、和洋中、幅広い料理に利用できる。

## 歴史
肥沃な土地が開けた奈良県内の平坦部は、飼料となる雑穀が豊富にあり、農家の副業としての小規模養鶏が盛んで、古くから、自飼いの鶏をさばいて作る「かしわのすき焼き」がお祝いや祭礼などハレの機会のごちそうであった。ブロイラーが普及した現代と異なり、明治から戦前にかけて、市販の鶏肉は牛肉よりはるかに高価な食材だった。
先代の大和肉鶏は、戦前、名古屋コーチンにロードアイランドレッドを交配して作出された大型の肉卵兼用種で、県の奨励鶏種とされていた。
奈良県勧業課の『奈良県の副業』の記録によると、奈良県下で飼育されていたニワトリは成禽・雛合わせて、1907年（明治40年）に15万5245羽、1924年（大正13年）に35万4257羽であった。1917年（大正6年）に「磯城郡養鶏研究会」が設立されたのを皮切りに各地に養鶏組合ができ、1925年（大正14年）には県下で39組合を数えた。
大正末期から昭和初期にかけ、奈良県では農村恐慌対策の一環として養鶏が奨励されて大和肉鶏の飼育が盛んになり、戦前は愛知県、徳島県と並んで日本三大養鶏地と呼ばれるまでになった。
生産の中心地は添上郡平和村（現大和郡山市）で、1934年（昭和9年）に奈良県産業組合連合会が郡山孵化場を設置して大和肉鶏の素びなを供給した。また、1939年（昭和14年）には生駒郡矢田村（現大和郡山市）に優良種卵を採集し品種改良を図る直営種鶏場ができた。農家の納屋を利用し稲藁を敷いた平飼いで、トウモロコシと乾燥ニシンを主とする高蛋白高カロリー飼料により飼育された。「トリヤ」または「棒手振り」と呼ばれる産地仲買人が農家を回って集荷し、生鳥のまま竹籠に詰めて国鉄関西本線の大和小泉駅から京阪神へ出荷された。京都、大阪には直販所が設けられ、京都ではかしわ料理の大半に「大和かしわ」が使われていた。また、大阪の阪急百貨店では、大食堂のチキンカレーが名物料理となり、桜の燻製チキンをはじめとする加工品も製造販売されていた。1941年（昭和16年）には、鶏飼育農家数3万8000戸（県内全農家の60％）、採卵鶏飼育羽数26万4000羽、肉用鶏年間出荷羽数は169万羽に達した。
しかし、終戦直後の飼料の配給統制により生産が著しく衰退したことに加えて、1960年以後、大量生産が可能で安価なブロイラーが急速に普及したため、飼育に手間のかかる「大和かしわ」は姿を消した。
1970年頃から、昔ながらの懐かしい「大和かしわ」の味を望む声が高まり、1974年（昭和49年）に、奈良県畜産試験場（現奈良県畜産技術センター）は、「大和かしわ」の復活と県内の肉用鶏生産農家の育成を目的として、5か年計画で各種の鶏種を使って交配試験に着手した。その結果、名古屋種の雄とニューハンプシャー種の雌から生まれた雌鶏に大型軍鶏の雄を掛け合わせた3種交配の新品種「大和肉鶏」を作出した。作出に使われた原種鶏は、同試験場で育成された純粋種の大型軍鶏、純粋種の名古屋種そして昭和20年代から同試験場が純粋繁殖してきたニューハンプシャー種である。
1979年（昭和54年）から県内の農家で飼育試験を開始し、1982年（昭和57年）に、生産者、孵化業者、処理・販売業者および飼料業者を統合した「大和肉鶏普及協会」が発足して、本格的に大和肉鶏の生産、販売が始まった。
1992年（平成4年）、生産農家により「大和肉鶏農業協同組合」が結成された。
1998年（平成10年）に奈良特産品振興協会の奈良特産品ブランドに認定され、2007年（平成19年）には地域団体商標に登録されたことにより、ブランド地鶏として定着した。

## 生産・流通
奈良県畜産技術センターから供給された種鶏を使って、奈良県内唯一の民間孵化場である竹内孵卵場が全ての「大和肉鶏」の優良ひなを生産し、生産者に供給している。
大和肉鶏農業協同組合が生産から流通まで一元管理し、「大和肉鶏飼養生産管理ガイドライン」に基づいて、動物性由来の原料を使用しない組合指定専用配合飼料を与え、ブロイラーの約2倍に当たる120日以上をかけて飼育するなど、統一的な飼養管理によってブランドを確立している。
大量飼育のブロイラーと異なって飼育密度を低くしなければならない上、倍以上の飼育日数をかけるための飼料も必要となり、生産コストはかさむ。また、大和肉鶏は軍鶏の血が交ざっているので気性が激しく、飼育には細心の注意が必要である。さらに、鶏舎の温度や照明、換気を適切に管理し、木のチップを敷いて床の清潔と乾燥を常に保つなど、相当の手間をかけて飼育される。
2011年（平成23年）からは、食欲増進と品質向上のため、飼料に米を10％配合して与えている。
2013年（平成25年）11月、奈良市の旅館「奈良 万葉若草の宿 三笠」で「大和肉鶏唐揚げ」にブラジル産や京都産の鶏肉を使用した食材偽装が発覚し、生産者が大切に育ててきたブランドイメージに傷をつけられた。
大和肉鶏農業協同組合は、飲食店や小売店でのトレーサビリティを確立することにより、大和肉鶏を安心・安全に提供できるようにして、消費者の信頼確保を図り、ブランドイメージの維持、普及促進に取り組んでいる。 